# كأس الاتحاد الأوروبي 1997–98
كأس الاتحاد الأوروبي 1997–98 (بالإنجليزية: 1997–98 UEFA Cup)‏ هو الموسم السابع والعشرون من بطولة كأس الاتحاد الأوروبي.
حقق إنتر ميلان الإيطالي لقب البطولة للمرة الثالثة في تاريخه بعد فوزه في النهائي على مواطنه لاتسيو بنتيجة 3-0.